# Метод Куайна — Мак-Класкі
Метод Куайна — Мак-Класкі (метод простих імплікант) - табличний метод мінімізації булевих функцій розроблений Уілардом Куайном і Едвардом Мак-Класкі. Функціонально ідентичний карті Карно, але таблична форма робить його ефективнішим для використання в комп'ютерних алгоритмах.

## Складність
Незважаючи на більшу можливість практичного застосування ніж у карт Карно, коли мова йде про більше ніж чотири змінних, метод Куайна — Мак-Класкі теж має обмеження області застосування через експоненціальне зростання часу зі збільшенням кількості змінних. Можна показати, що для функції від n змінних верхня границя кількості основних імплікант 3n/n. Якщо n = 32 їх може бути більше ніж 6.5 * 1015. Функції з великою кількістю змінних мають бути мінімізовані з допомогою потенційно не оптимального евристичного алгоритму, на сьогодні евристичний алгоритм мінімізації Еспресо є фактичним світовим стандартом.

## Приклад

### Крок 1: знаходимо основні імпліканти
Нехай функція задана за допомогою наступної таблиці істинності:
| # | {\displaystyle {x}} | {\displaystyle {y}} | {\displaystyle {z}} | {\displaystyle {t}} | {\displaystyle f({x},{y},{z},{t})} |
| - | ------------------- | ------------------- | ------------------- | ------------------- | ---------------------------------- |
| 0 | 0                   | 0                   | 0                   | 0                   | 0                                  |
| 1 | 0                   | 0                   | 0                   | 1                   | 0                                  |
| 2 | 0                   | 0                   | 1                   | 0                   | 0                                  |
| 3 | 0                   | 0                   | 1                   | 1                   | 0                                  |
| 4 | 0                   | 1                   | 0                   | 0                   | 1                                  |
| 5 | 0                   | 1                   | 0                   | 1                   | 0                                  |
| 6 | 0                   | 1                   | 1                   | 0                   | 0                                  |
| 7 | 0                   | 1                   | 1                   | 1                   | 0                                  |

| #  | {\displaystyle {x}} | {\displaystyle {y}} | {\displaystyle {z}} | {\displaystyle {t}} | {\displaystyle f({x},{y},{z},{t})} |
| -- | ------------------- | ------------------- | ------------------- | ------------------- | ---------------------------------- |
| 8  | 1                   | 0                   | 0                   | 0                   | 1                                  |
| 9  | 1                   | 0                   | 0                   | 1                   | x                                  |
| 10 | 1                   | 0                   | 1                   | 0                   | 1                                  |
| 11 | 1                   | 0                   | 1                   | 1                   | 1                                  |
| 12 | 1                   | 1                   | 0                   | 0                   | 1                                  |
| 13 | 1                   | 1                   | 0                   | 1                   | 0                                  |
| 14 | 1                   | 1                   | 1                   | 0                   | x                                  |
| 15 | 1                   | 1                   | 1                   | 1                   | 1                                  |

Можна легко записати ДДНФ, просто просумувавши мінтерми (не звертаючи увагу на байдужі стани) де функція приймає значення 1.
{\displaystyle f=x'yz't'+xy'z't'+xy'zt'+xy'zt+xyz't'+xyzt.}
Для оптимізації запишемо мінтрерми, включно із тими, що відповідають байдужим станам, в наступну таблицю:
| Кількість 1 | Мінтерм | Двійкове представлення |
| ----------- | ------- | ---------------------- |
| 1           | m4      | 0100                   |
| 1           | m8      | 1000                   |
| 2           | m9      | 1001                   |
| 2           | m10     | 1010                   |
| 2           | m12     | 1100                   |
| 3           | m11     | 1011                   |
| 3           | m14     | 1110                   |
| 4           | m15     | 1111                   |

Тепер можна починати комбінувати між собою мінтерми (фактично проводити операцію склеювання). Якщо два мінтерми відрізняються лише символом, що стоїть в одній і тій самій позиції в обох, заміняємо цей символ на «-», це означає, що даний символ для нас не має значення. Терми, що не піддаються подальшому комбінуванню позначаються «*». При переході до імплікант другого рангу, трактуємо «-» як третє значення. Наприклад: -110 і -100 або -11- можуть бути скомбіновані, але не -110 і 011-. (Підказка: Спершу порівнюй «-».)
```
Кількість 1   Мінтерми        | Імпліканти 1-го рівня | Імпліканти  2го рівня
------------------------------|-----------------------|----------------------
1             m4       0100   | m(4,12)  -100*        | m(8,9,10,11)   10--*
              m8       1000   | m(8,9)   100-         | m(8,10,12,14)  1--0*
------------------------------| m(8,10)  10-0         |----------------------
2             m9       1001   | m(8,12)  1-00         | m(10,11,14,15) 1-1-*
              m10      1010   |-----------------------|
              m12      1100   | m(9,11)  10-1         |
------------------------------| m(10,11) 101-         |
3             m11      1011   | m(10,14) 1-10         |
              m14      1110   | m(12,14) 11-0         |
------------------------------|-----------------------|
4             m15      1111   | m(11,15) 1-11         |
                              | m(14,15) 111-         |
```

### Крок 2: таблиця простих імплікант
Коли подальше комбінування вже неможливе, конструюємо таблицю простих імплікант. Тут враховуємо лише ті виходи функції, що мають значення, тобто не звертаємо уваги на байдужі стани.
|                | 4 | 8 | 10 | 11 | 12 | 15 |      |
| m(4,12)        | X |   |    |    | X  |    | -100 |
| m(8,9,10,11)   |   | X | X  | X  |    |    | 10-- |
| m(8,10,12,14)  |   | X | X  |    | X  |    | 1--0 |
| m(10,11,14,15) |   |   | X  | X  |    | X  | 1-1- |

Принцип вибору імплікант такий самий як і в методі Куайна. Прості імпліканти, що є ядрами виділені жирним шрифтом. В цьому прикладі, ядра не перекривають усі мінтерми, в такому випадку може бути виконана додаткова процедура спрощення таблиці (див. Метод Петрика). Маємо два варіанти:
{\displaystyle f_{A,B,C,D}=BC'D'+AB'+AC\ }
{\displaystyle f_{A,B,C,D}=BC'D'+AD'+AC.\ }
Обидві ці функції функціонально еквівалентні до:
{\displaystyle f_{A,B,C,D}=A'BC'D'+AB'C'D'+AB'C'D+AB'CD'+AB'CD+ABC'D'+ABCD'+ABCD.\ }